# Секрет (картина)
«Секрет» — картина русского художника Владимира Маковского (1846—1920), законченная в 1884 году. Хранится в Государственной Третьяковской галерее в Москве (инв. 625). Размер картины — 40,6 × 31,3 см.

## Сюжет
Сюжет картины посвящён даче взятки.
Рядовой конторский служащий что-то шепчет на ухо своему начальнику, который, позабыв о находящихся в его руках табакерке и носовом платке, внимательно его слушает. Обращает на себя внимание кисть руки говорящего служащего, словно показывающая размер денежной суммы, которую должен получить начальник.
В левой части картины можно увидеть просителя, который незаметно вынимает бумажник из бокового кармана. В правой части картины погрузившийся в работу молодой человек не замечает происходящего.

## Создание
В 1884 году картина была представлена на 12-й выставке ТПХВ и приобретена в том же году Павлом Третьяковым.

## Приём
Произведение получило одобрительные отзывы современников. Художественный критик Владимир Стасов назвал картину «Секрет» «капитальной», истинным шедевром.